# Melica ciliata
Melica ciliata es una herbácea de la familia de las gramíneas.

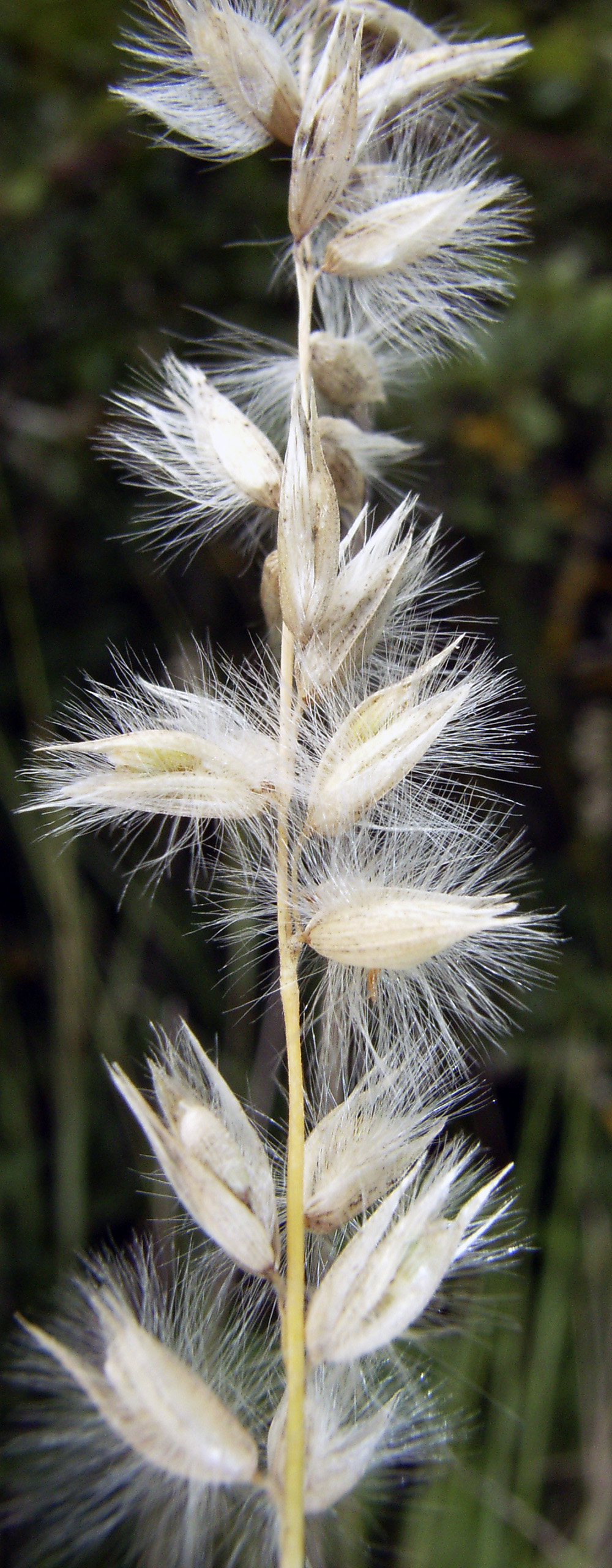

## Caracteres
Perenne muy baja o baja, en matas o rastrera; tallos delgados y erectos. Hojas bastante rígidas con el limbo enrollado, de 1-4 mm de ancho, sin un nervio central marcado; lígula muy corta y membarnosa, La inflorescencia es una panícula peluda con las espículas bien separadas y con ramas cortas y erectas; espículas de 4-8 mm de largo, con glumas iguales, caducas; lema lanceolada, puntiaguda, con un borde peludo y con 7-9 nervios.

## Hábitat
Zonas rocosas y pedregosas, cunetas.

## Distribución
En casi todo el Mediterráneo excepto en Chipre.
Nativa:
- Asia templada:  Irán; Irak; Turquía. Cáucaso: (Armenia Azerbaiyán; Georgia); Rusia - Ciscaucasia, Daguestán. Asia central ( Kazajistán)
- Europa[1]

## Usos
Se cultiva como especie ornamental.

## Evolución, filogenia y taxonomía

### Sinonimia
- Arundo ciliata (L.) Clairv.
- Beckeria ciliata (L.) Bernh. ex B.D.Jacks.
- Beckeria montana Bernh.
- Claudia ciliata (L.) Opiz
- Melica chrysolepis Klokov
- Melica flavescens (Schur) Simonk.
- Melica glauca F.W.Schultz
- Melica simulans Klokov
- Melica taurica K.Koch
- Verinea pterostachys Merino[2]

### Citología
Número de cromosomas de Melica ciliata y táxones infraespecíficos
Melica ciliata L. subsp. ciliata L.
n=9

## Nombre común
- Castellano: espiguillas de seda, melica lanuda, triguera, triguerilla, triguerillas, triguerillo.[4]